# Josef Čoček
Josef Čoček (18. června 1932 Střítež nad Ludinou – 10. června 2019 Hranice) byl český agent chodec, účastník československého protikomunistického odboje, předseda a čestný předseda přerovské jednoty Československé obce legionářské.

## Životopis
Narodil se ve Střítež nad Ludinou. Měl dva starší bratry, Aloise a Jana. Když jim v dětství zemřela matka na zánět mozkových blan, tak si otec si našel novou ženu, s kterou bratři nevycházeli. Ve 14. letech proto odešel z domova do učení na mechanika a opraváře důlních strojů do dolu Jana Švermy v Ostravě. V roce 1950 se rozhodl emigrovat do americké okupační zóny v Bavorsku, ale i s dalšími emigranty byl zadržen pohraniční stráží a odvezen do vězení u krajského soudu v Plzni. V plzeňském vězení se seznámil s Jaroslavem Horusickým, který spolupracoval s americkou zpravodajskou službou, za což byl doživotně odsouzený, ale plánoval útěk, při němž se mu podařilo uniknout do Rakouska. Po třech měsících byl i Josef Čoček z vězení propuštěný a s pomocí kontaktů Jaroslava Horusického se mu podařilo také uprchnout do Rakouska, kde se s ním setkal a přes něj napojil na americkou zpravodajskou službu Military Intelligence Corps. V Salcburku absolvoval výcvik agenta chodce. Po výcviku se vrátil do Československa ke svému zaměstnání v Ostravě, kde se vymluvil na delší onemocnění. Jako agent chodec vyzvedával informace z mrtvých schránek, převáděl lidi přes hranice, sbíral informace o průmyslu, vojenských objektech i o jáchymovských uranových dolech. V roce 1954 při jednom ilegálním přechodu do Rakouska byl u Valdic zadržen pohraniční stráží a uvězněn v Olomouci, kde byl vyslýchán a mučen. Na podzim 1954 byl odsouzen k trestu na doživotí a převezen do vězení na Mírově. Po nevlídném zacházení se zhoršilo jeho zdraví a tak mu lékař zajistil přeložení do vězení v Leopoldově. Jeho trest mu byl zmírněn a v roce 1964 propuštěn na svobodu.
Po propuštění byl bez občanství a jako bývalý politický vězeň nemohl najít práci. Nakonec práci našel v Armabetonu Praha, kde pracoval až do důchodu. Několikrát byl StB předvolán k výslechu, kde byl nucen ke spolupráci, což vždy odmítl. V roce 1967 se seznámil s Márií Červeňákovou se kterou se oženil. Žili spolu v Hranicích. Později se zapojil do činnosti Československé obce legionářské „Jana Gayera“ v Přerově, jejímž byl předsedou. Za své zásluhy byl oceněn funkcí čestného předsedy této přerovské jednoty.